# 파리 메트로 9호선
파리 메트로 9호선(Ligne 9 du métro de Paris)은 파리교통공단(RATP)이 운영하는 파리 메트로의 노선으로, 파리 서남부 교외의 퐁 드 세브르(Pont de Sèvres)역에서 파리 동부 교외의 매리 드 몽트뢰유(Mairie de Montreuil)역에 이르는 전장 19.6km의 노선이다. 노선색은 연한 갈록색이다.

## 연혁
9호선은 최초에는 트로카데로(Trocadéro)∼포르트 드 생클로드(Porte de Saint-Cloud)을 잇는 남부2호선(현재의 6호선)의 지선으로 1909년에 개통하는 것으로 계획되었다. 그러나 1910년이 되어 트로카데로∼오페라(Opéra)구간이 계획되면서 두 구간을 이어 16구 일대와 파리 중심가를 직결하는 하나의 노선으로 하는 것으로 정해지기에 이른다.
1924년에 생 오귀스탱(Saint-Augustin)∼포르트 드 몽트뢰유(Porte de Montreuil) 구간이 착공되었다. 특히 이 중 리슐리외-드로(Richelieu-Drouot)∼레퓌블리크(République) 구간은 8호선과 병주하는 구간으로, 지상의 교통량이 많은 곳이었고, 또 착공된 구간 중 일부는 옛날 센강이 흘렀던 곳으로 지반이 연약한 곳이었다. 이로 인해 6.4km에 불과한 연장 구간은 일부가 1928년에 일부가 개통된 외에는 긴 공사기간이 소요되어 1933년이 되어서야 개통되었다.
1934년에 9호선은 서쪽으로 퐁 드 세브르까지 연장되었다. 이는 파리 메트로 최초의 파리 교외로의 연장이기도 하다. 이어 1937년에는 동쪽으로 매리 드 몽트뢰유까지 연장되었다.
9호선은 2차 세계대전 중인 1943년에 여러 차례에 걸쳐 공습을 당하기도 했다.
- 1922년 11월 8일 : 트로카데로(Trocadéro)∼엑셀망(Exelmans)간 개통.
- 1923년 5월 27일 : 트로카데로(Trocadéro)∼생 오귀스탱(Saint-Augustin)간 연장개통.
- 1923년 9월 29일 : 엑셀망(Exelmans)∼포르트 드 생클로드(Porte de Saint-Cloud)간 연장개통.
- 1928년 6월 30일 : 생 오귀스탱(Saint-Augustin)∼리슐리외-드로(Richelieu-Drouot)간 연장개통.
- 1933년 12월 10일 : 리슐리외-드로(Richelieu-Drouot)∼포르트 드 몽트뢰유(Porte de Montreuil)간 연장개통.
- 1934년 2월 3일 : 퐁 드 세브르(Pont de Sèvres)∼포르트 드 생클로드(Porte de Saint-Cloud)간 연장개통.
- 1937년 10월 14일 : 포르트 드 몽트뢰유(Porte de Montreuil)∼매리 드 몽트뢰유(Mairie de Montreuil)간 연장개통.
- 1943년 4월 4일 : 근처에 있는 르노의 공장이 폭격을 받아 그 여파로 퐁 드 세브르 역과 비양쿠르 역이 심하게 손상됨.
- 1943년 9월 3일 : La voit Murat가 폭격을 받아 불통됨.
- 1943년 9월 15일 : 포르트 드 생클로드(Porte de Saint-Cloud)역이 폭격을 받아 파괴됨.

## 차량

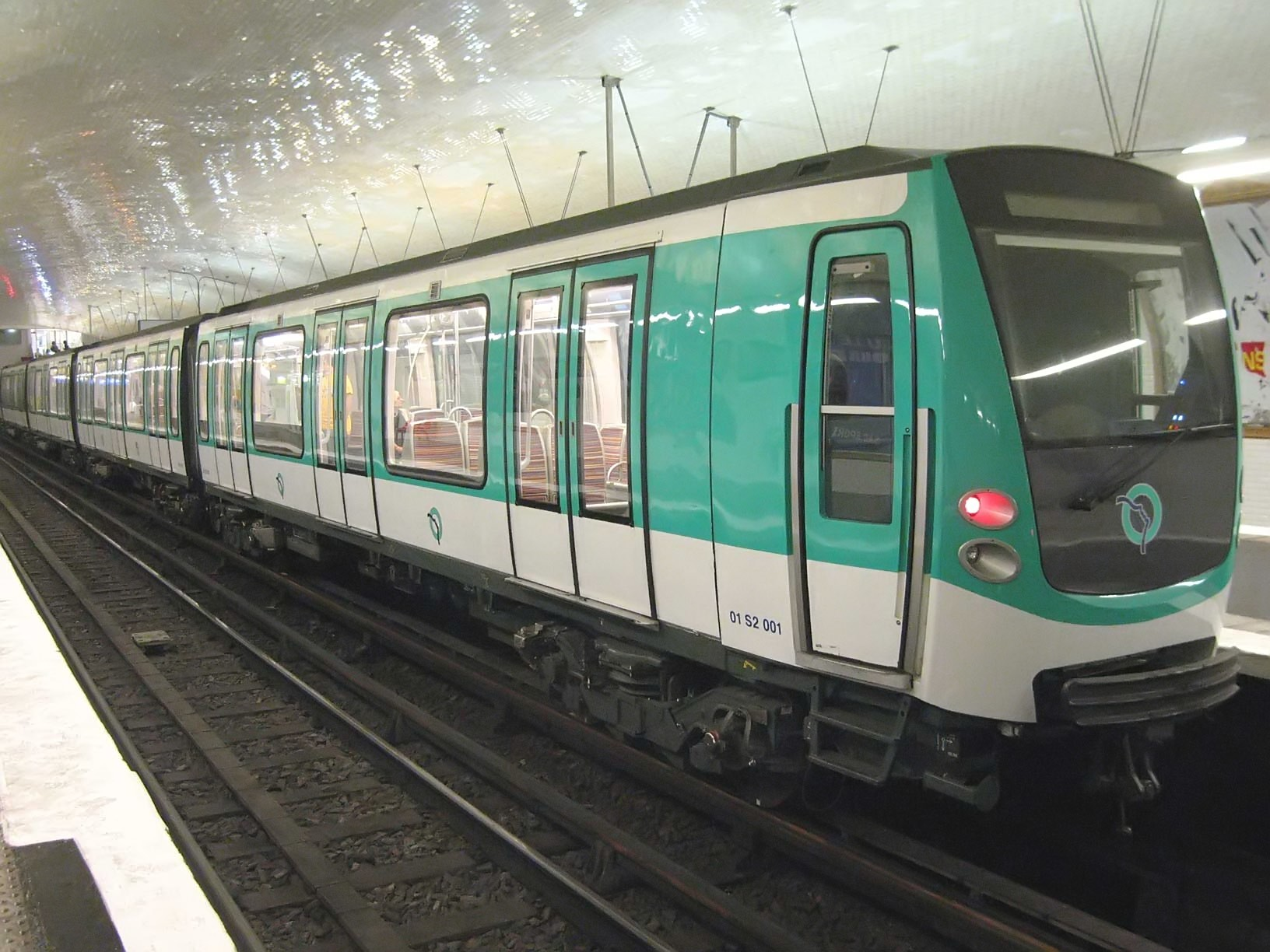
MF 2000형

1974년부터 MF 67형이 투입되어 운행되기 시작하였고 2007년에는 신예 차량인 MF 2000형이 투입되기 시작하였다. 양 형식 공히 5량 편성으로 운행되며, MF 67형은 Mc+M+T+T+Mc 또는 Mc+T+M+T+Mc의 편성을, MF 2000형은 Tc+M+M+M+Tc의 편성을 구성하고 있다.
차량기지는 퐁 드 세브르 역 서쪽의 Boulogne 기지가 사용되고 있으며, 중검수는 7호선의 Choisy 기지에서 담당하고있다.

## 노선도 및 정거장

파리 메트로 9호선 노선도

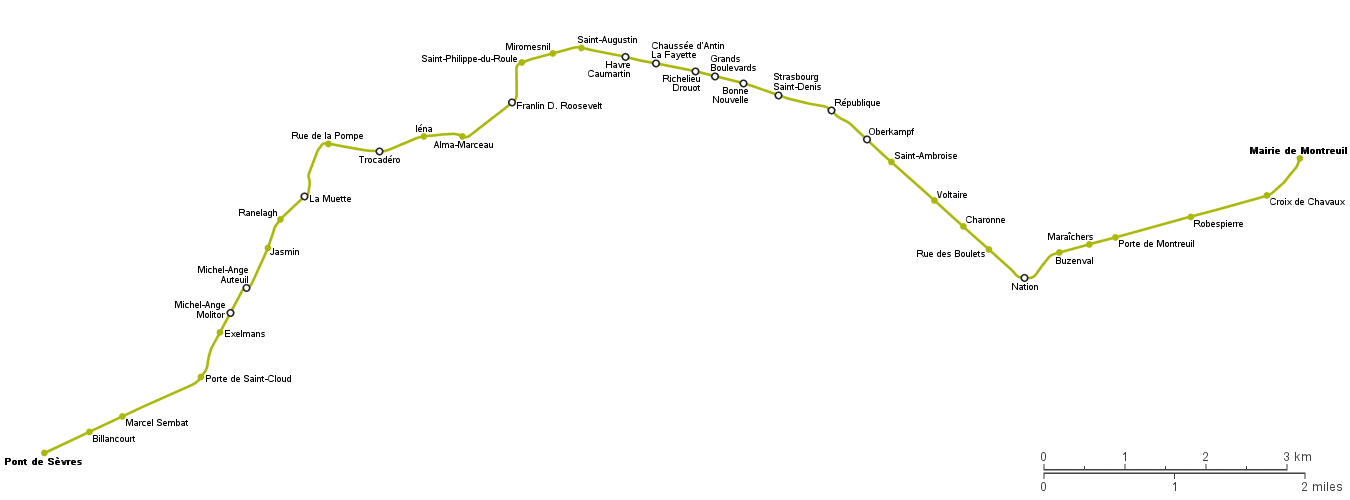
파리 메트로 9호선 노선도

### 역 목록
9호선 역 목록은 서쪽에서 동쪽 순으로 분류하였다.
|  |   |  | 역명(한국어)         | 역명(불어)                            | 좌표                                                              | 소재지                         | 연결 노선 |
|  | - |  | -------------------- | ------------------------------------- | ----------------------------------------------------------------- | ------------------------------ | --- |
|  | o |  | 퐁 드 세브르         | Pont de Sèvres                        | 북위 48° 49′ 47″ 동경 2° 13′ 52″ / 북위 48.829747° 동경 2.231035° | 불로뉴비양쿠르                 | (원거리) |
|  | • |  | 비양쿠르             | Billancourt                           | 북위 48° 49′ 56″ 동경 2° 14′ 17″ / 북위 48.83209° 동경 2.238177°  | 불로뉴비양쿠르                 | |
|  | • |  | 마르셀 상바트        | Marcel Sembat                         | 북위 48° 50′ 01″ 동경 2° 14′ 37″ / 북위 48.83367° 동경 2.243579°  | 불로뉴비양쿠르                 | |
|  | • |  | 포르트 드 생클로드   | Porte de Saint-Cloud Parc des Princes | 북위 48° 50′ 17″ 동경 2° 15′ 25″ / 북위 48.838082° 동경 2.256956° | 파리 16구                      | |
|  | • |  | 엑셀망               | Exelmans                              | 북위 48° 50′ 33″ 동경 2° 15′ 34″ / 북위 48.842405° 동경 2.259549° | 파리 16구                      | |
|  | o |  | 미셸 앙주-몰리토     | Michel-Ange - Molitor                 | 북위 48° 50′ 42″ 동경 2° 15′ 40″ / 북위 48.84496° 동경 2.261194°  | 파리 16구                      | (→ 오스텔리츠 역)                                                                                                |
|  | o |  | 미셸 앙주-오테이유   | Michel-Ange - Auteuil                 | 북위 48° 50′ 51″ 동경 2° 15′ 49″ / 북위 48.847500° 동경 2.263611° | 파리 16구                      | (→ 불로뉴) |
|  | • |  | 자스민               | Jasmin                                | 북위 48° 51′ 07″ 동경 2° 16′ 04″ / 북위 48.851898° 동경 2.267856° | 파리 16구                      | |
|  | • |  | 라넬라그             | Ranelagh                              | 북위 48° 51′ 18″ 동경 2° 16′ 11″ / 북위 48.85502° 동경 2.269634°  | 파리 16구                      | |
|  | o |  | 라뮈에트             | La Muette                             | 북위 48° 51′ 28″ 동경 2° 16′ 25″ / 북위 48.857718° 동경 2.273719° | 파리 16구                      | RER 선 · RER C선                                                                                                 |
|  | o |  | 뤼드라폼프           | Rue de la Pompe Avenue Georges Mandel | 북위 48° 51′ 50″ 동경 2° 16′ 45″ / 북위 48.863912° 동경 2.279052° | 파리 16구                      | (원거리) |
|  | o |  | 트로카데로           | Trocadéro                             | 북위 48° 51′ 48″ 동경 2° 17′ 13″ / 북위 48.863301° 동경 2.287061° | 파리 16구                      | 파리 메트로 · 파리 메트로 Line 6호선                                                                             |
|  | • |  | 이에나               | Iéna                                  | 북위 48° 51′ 52″ 동경 2° 17′ 36″ / 북위 48.864466° 동경 2.29338°  | 파리 16구                      | |
|  | o |  | 알마-마르소          | Alma - Marceau                        | 북위 48° 51′ 54″ 동경 2° 18′ 01″ / 북위 48.864904° 동경 2.300234° | 파리 8구                       | (원거리) |
|  | o |  | 프랭클린 D. 루즈벨트 | Franklin D. Roosevelt                 | 북위 48° 52′ 08″ 동경 2° 18′ 36″ / 북위 48.868977° 동경 2.30989°  | 파리 8구                       | 파리 메트로 · 파리 메트로 Line 1호선                                                                             |
|  | • |  | 생 필립뒤룰          | Saint-Philippe du Roule               | 북위 48° 52′ 19″ 동경 2° 18′ 36″ / 북위 48.871941° 동경 2.310036° | 파리 8구                       | |
|  | o |  | 미로메닐             | Miromesnil                            | 북위 48° 52′ 25″ 동경 2° 18′ 52″ / 북위 48.87367° 동경 2.31446°   | 파리 8구                       | 파리 메트로 · 파리 메트로 Line 13호선                                                                            |
|  | o |  | 생 오귀스탱          | Saint-Augustin                        | 북위 48° 52′ 28″ 동경 2° 19′ 20″ / 북위 48.874441° 동경 2.322133° | 파리 8구                       | TER 오트노르망디 인테르시테 노르망디                                                                             |
|  | o |  | 아브르-코마르탱      | Havre - Caumartin                     | 북위 48° 52′ 24″ 동경 2° 19′ 41″ / 북위 48.873465° 동경 2.327968° | 파리 9구                       | 파리 메트로 · 파리 메트로 Line 3호선 · RER 선 · RER A선 · RER E선                                                |
|  | o |  | 쇼세 당탱-라 파에트  | Chaussée d'Antin - La Fayette         | 북위 48° 52′ 23″ 동경 2° 20′ 02″ / 북위 48.87307° 동경 2.33393°   | 파리 9구                       | 파리 메트로 · 파리 메트로 Line 7호선                                                                             |
|  | o |  | 리슐리외-드로        | Richelieu - Drouot                    | 북위 48° 52′ 19″ 동경 2° 20′ 19″ / 북위 48.871987° 동경 2.338741° | 파리 2구, 파리 9구             | 파리 메트로 · 파리 메트로 Line 8호선                                                                             |
|  | o |  | 그랑 불르바르        | Grands Boulevards                     | 북위 48° 52′ 17″ 동경 2° 20′ 40″ / 북위 48.871426° 동경 2.344342° | 파리 2구, 파리 9구             | 파리 메트로 · 파리 메트로 Line 8호선                                                                             |
|  | o |  | 본느누벨             | Bonne-Nouvelle                        | 북위 48° 52′ 14″ 동경 2° 20′ 56″ / 북위 48.870639° 동경 2.348875° | 파리 2구, 파리 9구, 파리 10구  | 파리 메트로 · 파리 메트로 Line 8호선                                                                             |
|  | o |  | 스트라스부르-생드니  | Strasbourg - Saint-Denis              | 북위 48° 52′ 11″ 동경 2° 21′ 14″ / 북위 48.86972° 동경 2.35389°   | 파리 2구, 파리 3구, 파리 10구  | 파리 메트로 · 파리 메트로 Line 4호선 · 파리 메트로 Line 8호선                                                    |
|  | o |  | 레퓌블리크           | République                            | 북위 48° 52′ 03″ 동경 2° 21′ 50″ / 북위 48.867503° 동경 2.363811° | 파리 3구, 파리 10구, 파리 11구 | 파리 메트로 · 파리 메트로 Line 3호선 · 파리 메트로 Line 5호선 · 파리 메트로 Line 8호선 · 파리 메트로 Line 11호선 |
|  | o |  | 오베르캄프           | Oberkampf                             | 북위 48° 51′ 49″ 동경 2° 22′ 13″ / 북위 48.86350° 동경 2.37025°   | 파리 11구                      | 파리 메트로 · 파리 메트로 Line 5호선                                                                             |
|  | • |  | 생 앙브로와즈        | Saint-Ambroise                        | 북위 48° 51′ 41″ 동경 2° 22′ 27″ / 북위 48.861295° 동경 2.374211° | 파리 11구                      | |
|  | • |  | 볼테르               | Voltaire Léon Blum                    | 북위 48° 51′ 28″ 동경 2° 22′ 48″ / 북위 48.857803° 동경 2.380106° | 파리 11구                      | |
|  | • |  | 샤론느               | Charonne                              | 북위 48° 51′ 18″ 동경 2° 23′ 05″ / 북위 48.855103° 동경 2.384639° | 파리 11구                      | |
|  | • |  | 뤼데불레             | Rue des Boulets                       | 북위 48° 51′ 07″ 동경 2° 23′ 25″ / 북위 48.851811° 동경 2.390151° | 파리 11구                      | |
|  | o |  | 나시옹               | Nation Place des Antilles             | 북위 48° 50′ 54″ 동경 2° 23′ 45″ / 북위 48.848389° 동경 2.3958°   | 파리 11구, 파리 12구           | 파리 메트로 · 파리 메트로 Line 1호선 · 파리 메트로 Line 2호선 · 파리 메트로 Line 6호선 · RER 선 · RER A선        |
|  | • |  | 뷔정발               | Buzenval                              | 북위 48° 51′ 07″ 동경 2° 24′ 07″ / 북위 48.851976° 동경 2.402045° | 파리 20구                      | |
|  | • |  | 마레셰               | Maraîchers                            | 북위 48° 51′ 10″ 동경 2° 24′ 25″ / 북위 48.852851° 동경 2.40699°  | 파리 20구                      | |
|  | • |  | 포르트 드 몽트뢰유   | Porte de Montreuil                    | 북위 48° 51′ 14″ 동경 2° 24′ 44″ / 북위 48.853792° 동경 2.412245° | 파리 20구                      | 일드프랑스 트램 · 일드프랑스 트램 3b호선                                                                         |
|  | • |  | 로베스피에르         | Robespierre                           | 북위 48° 51′ 20″ 동경 2° 25′ 25″ / 북위 48.855683° 동경 2.423678° | 몽트뢰유                       | |
|  | • |  | 크루아 드 샤보       | Croix de Chavaux Place Jacques Duclos | 북위 48° 51′ 29″ 동경 2° 26′ 09″ / 북위 48.858055° 동경 2.435764° | 몽트뢰유                       | |
|  | • |  | 매리 드 몽트뢰유     | Mairie de Montreuil                   | 북위 48° 51′ 44″ 동경 2° 26′ 31″ / 북위 48.862283° 동경 2.441847° | 몽트뢰유                       | |

(굵은 글씨의 역은 특정 통행의 시종착역으로 사용된다.)

## 역 상세 정보
- 퐁 드 세브르(Pont de Sèvres)
- 비양쿠르(Billancourt)
- 마르셀 상바트(Marcel Sembat)

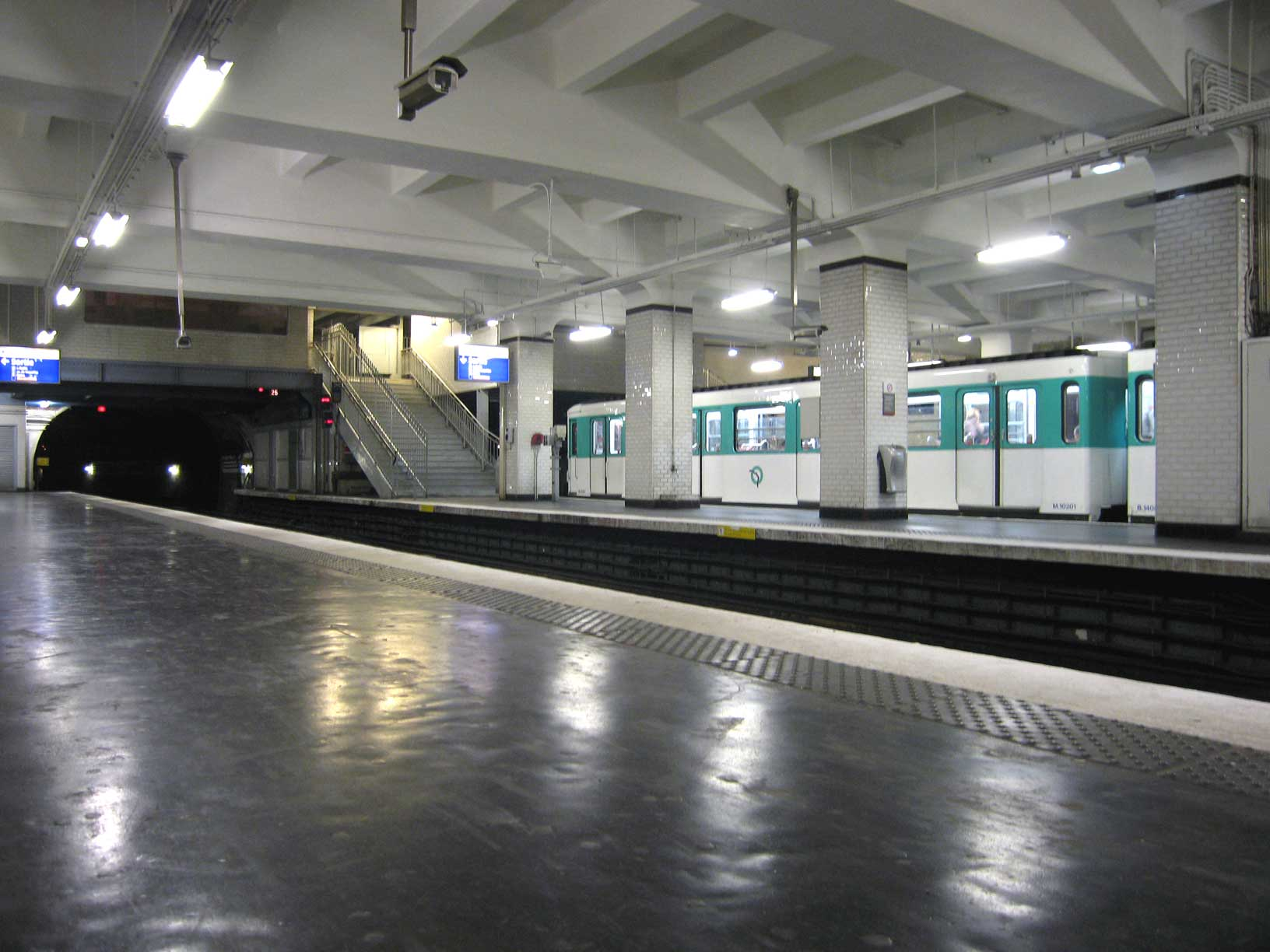
포르트 드 생클로드(Porte de Saint-Cloud)역

- 포르트 드 생클로드(Porte de Saint-Cloud)
  - 역의 서쪽에서 10호선으로의 연결선, 통칭 La voie Murat와 La voie des Atelier가 분기된다. 이 연결선들에 대하여는 10호선의 기사를 참조하라.
- 엑셀망(Exelmans)
- 미셸 앙주-몰리토(Michel-Ange-Molitor)
  - 접속노선 :  ■10호선
- 미셸 앙주-오테이유(Michel-Ange-Auteuil)
  - 접속노선 :  ■10호선
  - Michel-Ange-Auteuil∼Jasmin 사이에서 10호선으로의 연결선이 분기된다.
- 자스맹(Jasmin)
- 라늘락(Ranelagh)
- 라뮈에트(La Muette)
  - RER C선의 불랭빌리에 역과 연결되어 있어 환승 가능.
- 뤼드라폼프(Rue de la Pompe)

- 트로카데로(Trocadéro)
  - 접속노선 :  ■6호선

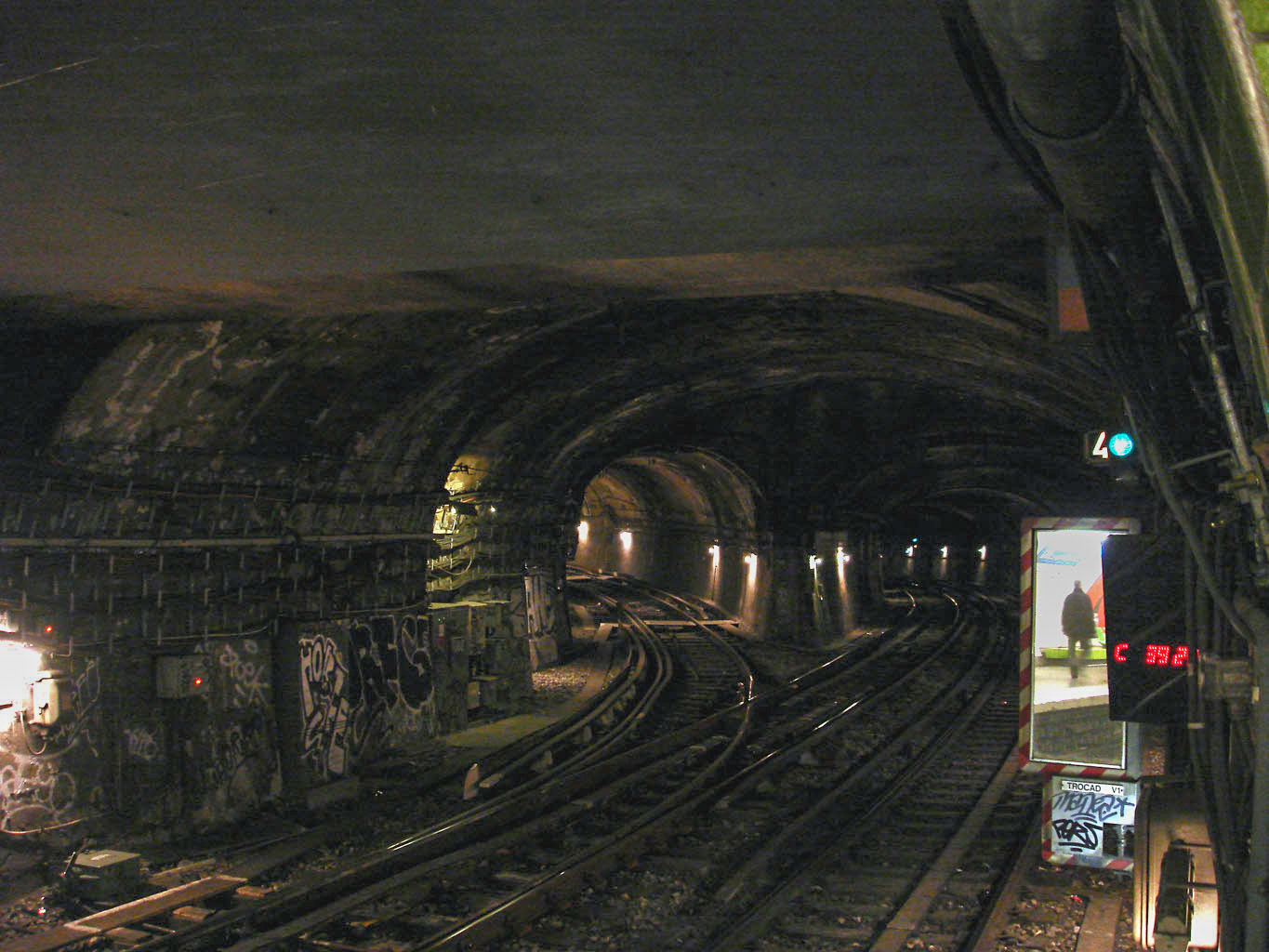
트로카데로(Trocadéro)역 직전의 6호선 연결선 분기점

  - 이 역의 전후로 6호선과의 연결선(2개소)이 분기된다.

- 이에나(Iéna)
- 알마-마르소(Alma-Marceau)

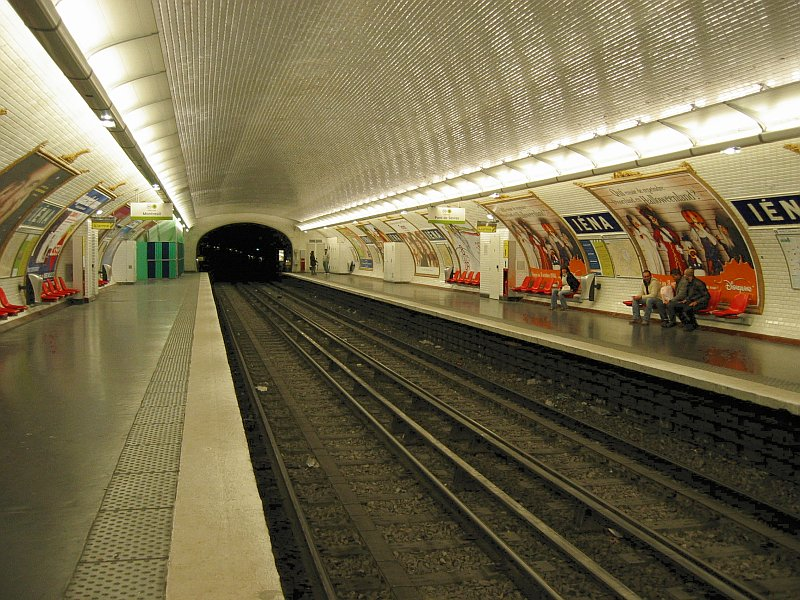
이에나(Iéna)역 전경

- 프랭클린 D. 루즈벨트(Franklin D. Roosevelt)
  - 접속노선 :  ■1호선
  - 개통시의 역명은 롱푸앙데샹젤리제(Rond-Point des Champs-Élysées)로, 1942년 10월 6일에 1호선의 마르뵈프(Marbeuf) 역과 통합되어 마르뵈프-롱푸앙데샹젤리제(Marbeuf-Rond-Point des Champs-Élysées)로 개칭되었다가 1946년 10월 30일에 현재의 역명으로 바뀌었다.
- 생 필립뒤룰(Saint-Philippe-du-Roule)
- 미로메닐(Miromesnil)
  - 접속노선 :  ■13호선
- 생 오귀스탱(Saint-Augustin)
  - 3, 12, 13, 14호선의 생라자르 역과 연결되어 있어 환승 가능.

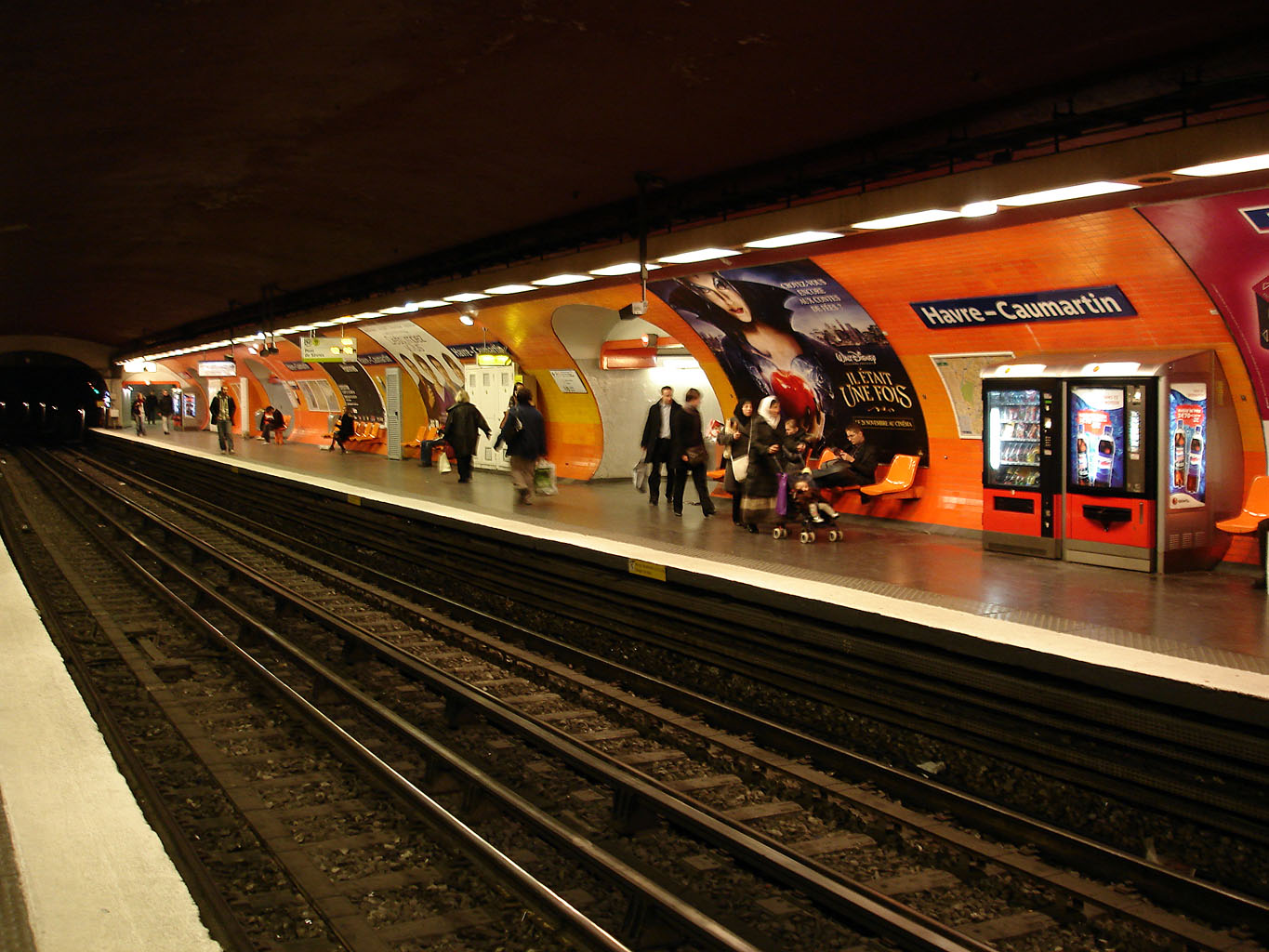
아브르-코마르탱(Havre-Caumartin)역 승강장

- 아브르-코마르탱(Havre-Caumartin)
  - 접속노선 :  ■3호선
  - RER A선의 오베르 역, RER E선의 오스만-생라자르 역과 연결되어 있어 환승 가능.
- 쇼세 당탱-라 파에트(Chaussée d'Antin-La Fayette)
  - 접속노선 :  ■7호선
  - 개통시의 역명은 쇼세 당탱(Chaussée d'Antin)으로 1989년에 현재의 역명으로 바뀌었다.
- 리슐리외-드로(Richelieu-Drouot)
  - 접속노선 :  ■8호선
  - 리슐리외-드로 ∼ 레퓌블리크간에서는 8호선과 9호선이 복복선의 형태로 나란히 간다.
- 그랑 불르바르(Grands Boulevards)
  - 개통시의 역명은 뤼몽마르트(Rue Montmartre)로 1998년 9월1일에 현재의 역명으로 바뀌었다.
- 본느누벨(Bonne Nouvelle)
- 스트라스부르-생드니(Strasbourg-Saint-Denis)
  - 접속노선 :  ■4호선, ■8호선
  - 스트라스부르-생드니 ∼ 레퓌블리크 사이에서 8호선과의 연결선이 분기된다.

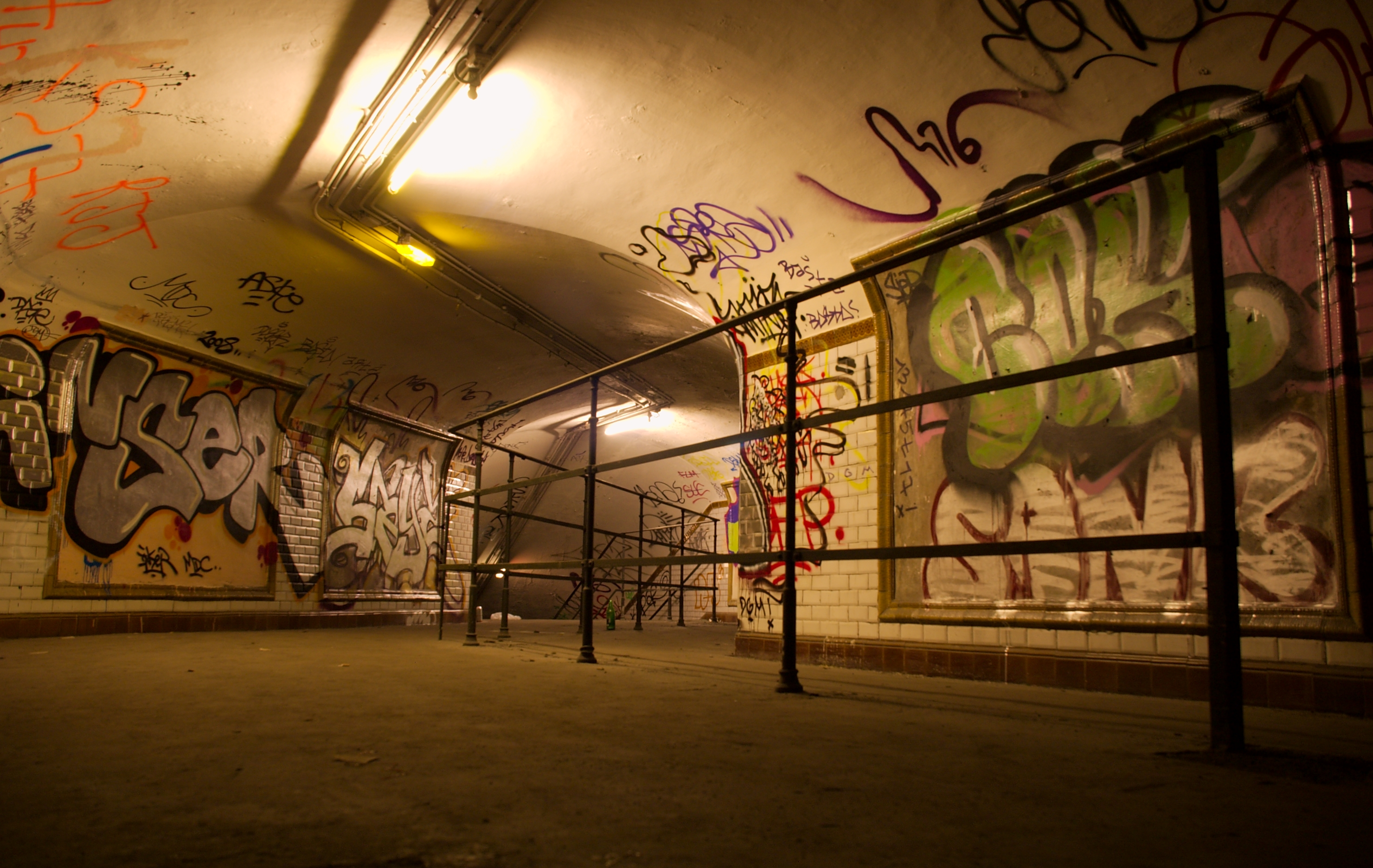
생마르탱(Saint-Martin)역

- 생마르탱(Saint-Martin, 폐역)
  - 1939년 9월 2일에 영업이 정지된 이래 스트라스부르-생드니 역과 거리가 너무 가깝다는 이유로 그대로 폐역되었다. 현재는 겨울철에 노숙자를 수용하기 위한 시설로 사용되고 있다.
- 레퓌블리크(République)
  - 접속노선 :  ■3호선, ■5호선, ■8호선, ■11호선

- 오베르캄프(Oberkampf)
  - 접속노선 :  ■5호선

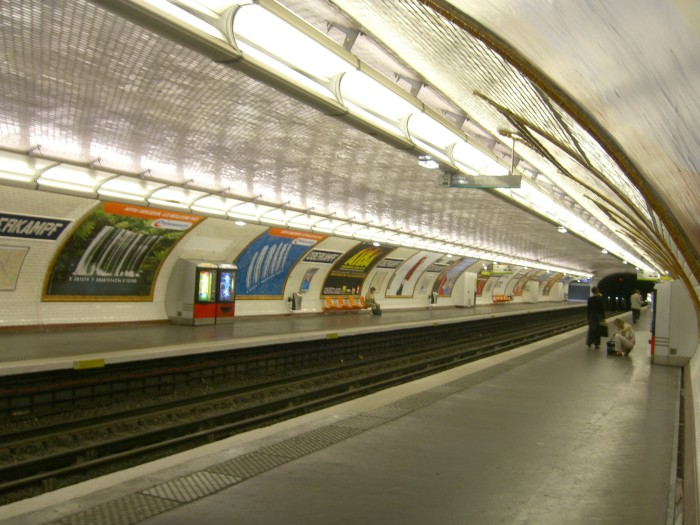
오베르캄프(Oberkampf)역 9호선 승강장 전경

- 생 앙브로와즈(Saint-Ambroise)
- 볼테르(Voltaire)
- 샤론느(Charonne)
- 뤼데불레(Rue des Boulets)
  - 개통시의 역명은 뤼데불레-뤼데몽트뢰유(Rue des Boulets-Rue de Montreuil)로 1998년 9월1일에 현재의 역명으로 바뀌었다.
  - 뤼데불레 ∼ 나시옹 사이에서 2호선으로의 연결선이 분기된다.
- 나시옹(Nation)
  - 접속노선 :  ■1호선, ■2호선, ■6호선,  ■A선
- 뷔정발(Buzenval)
- 마레셰(Maraîchers)
- 포르트 드 몽트뢰유(Porte de Montreuil)
- 로베스피에르(Robespierre)
- 크루아 드 샤보(Croix de Chavaux)
- 매리 드 몽트뢰유(Mairie de Montreuil)

## 장래계획
- SDRIF의 2∼3단계 사업에 동쪽으로 2개역을 연장할 계획이 있다. 9호선과 노면전차 1호선을 Montreuil-Murs à pêches까지 연장시켜 환승시키는 것이 해당 사업의 개요이다.

## 같이 보기
- 파리 메트로

## 참고 문헌
- Jean Tricoire, Un Siècle de Métro en 14 Lignes: De Bienvenüe à Météor, 제3판, La Vie du Rail, 2004년, ISBN 2-915034-32-X.